# Institut für Rechtsmedizin Berlin
Koordinaten: 52° 31′ 48,1″ N, 13° 20′ 55,4″ O

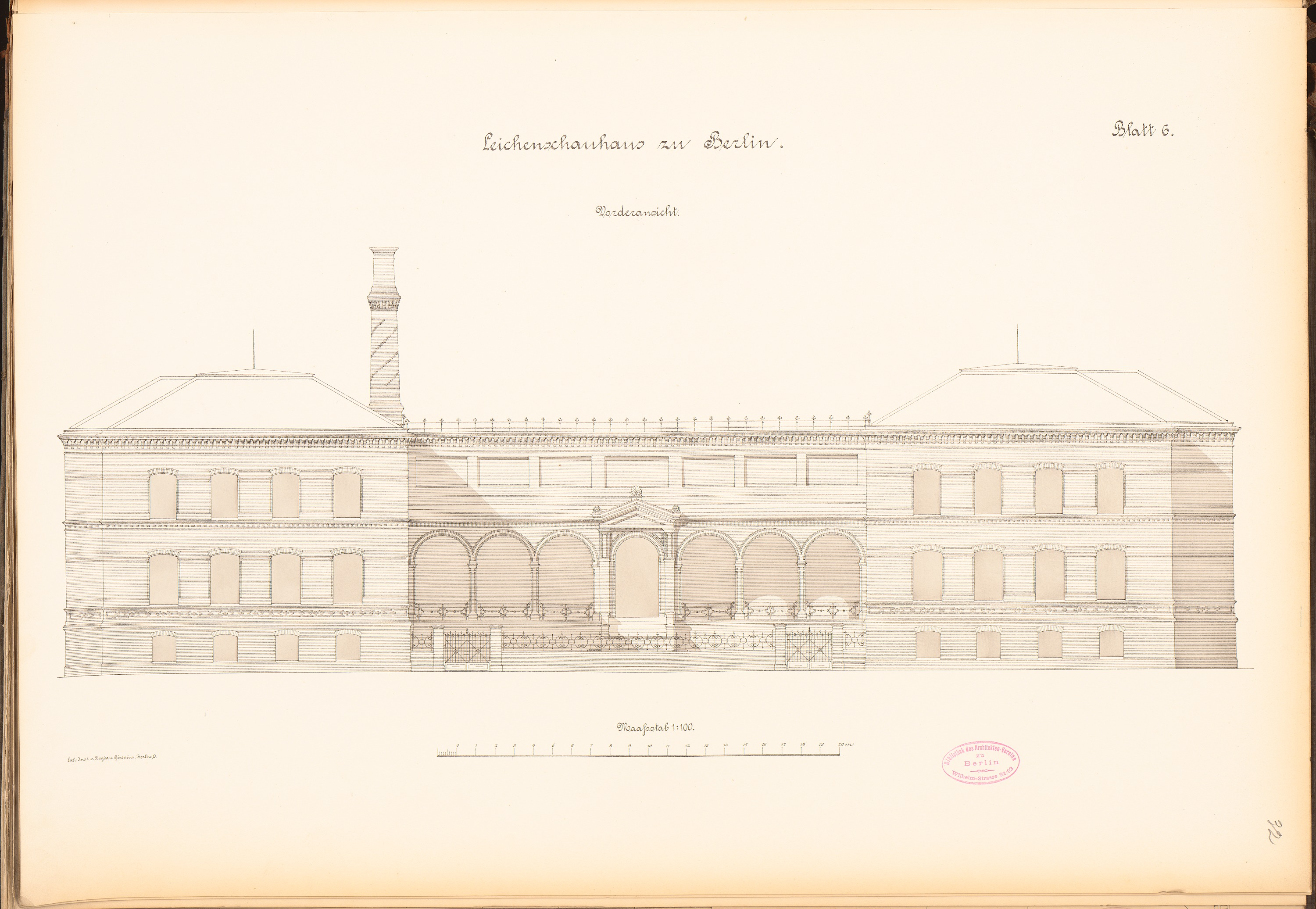
Leichenschauhaus in der Hannoverschen Straße 6

Das heutige Institut für Rechtsmedizin Berlin ist 2003 aus der Zusammenlegung der entsprechenden Lehrstühle der Humboldt-Universität Berlin (nach der Emeritierung von Gunther Geserick) und der Freien Universität Berlin hervorgegangen. Das Vorgängerinstitut der Humboldt-Universität ist das älteste rechtsmedizinische Institut in Deutschland. Im deutschsprachigen Raum kann nur das Department für Gerichtliche Medizin der Medizinischen Universität Wien auf eine längere Tradition zurückblicken.

## Geschichte

### Entstehung einer gesonderten Fachrichtung

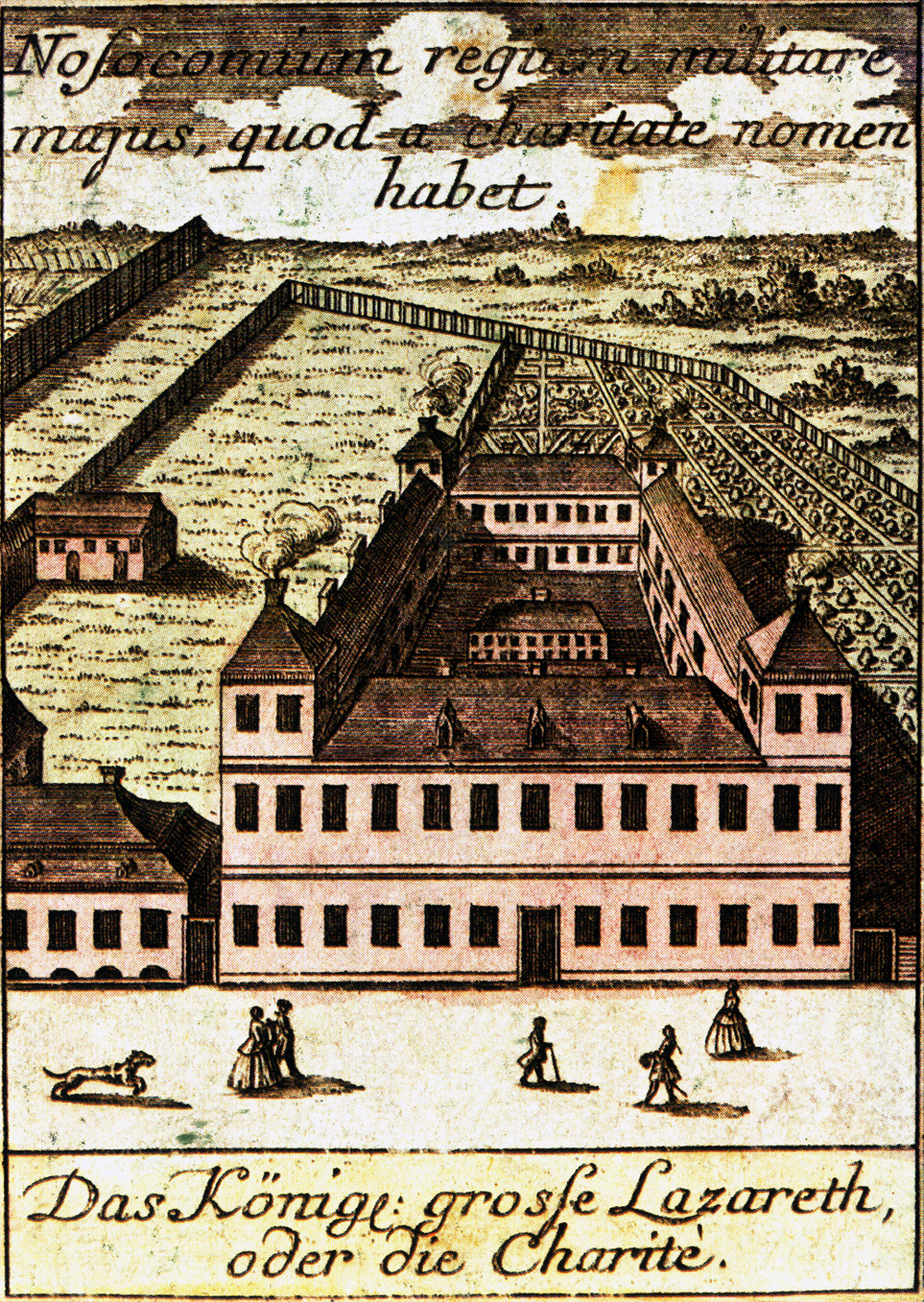
Das Charité-Gebäude um 1740

Die Anfänge gerichtsärztlicher Tätigkeit in Berlin können bis ins 17. Jahrhundert zurückverfolgt werden. Ende des 17. Jahrhunderts war dann das Stadtphysicat gegründet worden. Forensisch-medizinische Vorlesungen wurden seit 1724 am Collegium medico-chirurgicum gehalten. Leichenöffnungen und der Unterricht fanden über viele Jahre in Räumen anderer Institutionen wie der Pathologie und der Anatomie statt. Ab 1839 standen Räume des neu gebauten Leichen- und Sektionshauses der Charité für diesen Zweck zur Verfügung.
Nach dem 1805 gegründeten Wiener Institut (in Prag wurde ein ähnliches Institut 1807 eingerichtet) öffnete am 11. Februar 1833 mit der Praktischen Unterrichtsanstalt für die Staatsarzneikunde (dem Zusammenschluss der Gerichtlichen Medizin und der Medizinalpolizei) an der 1810 gegründeten Berliner Friedrich-Wilhelms-Universität das zweite Zentrum gerichtsmedizinischer Lehre und Forschung im deutschsprachigen Raum seine Pforten.

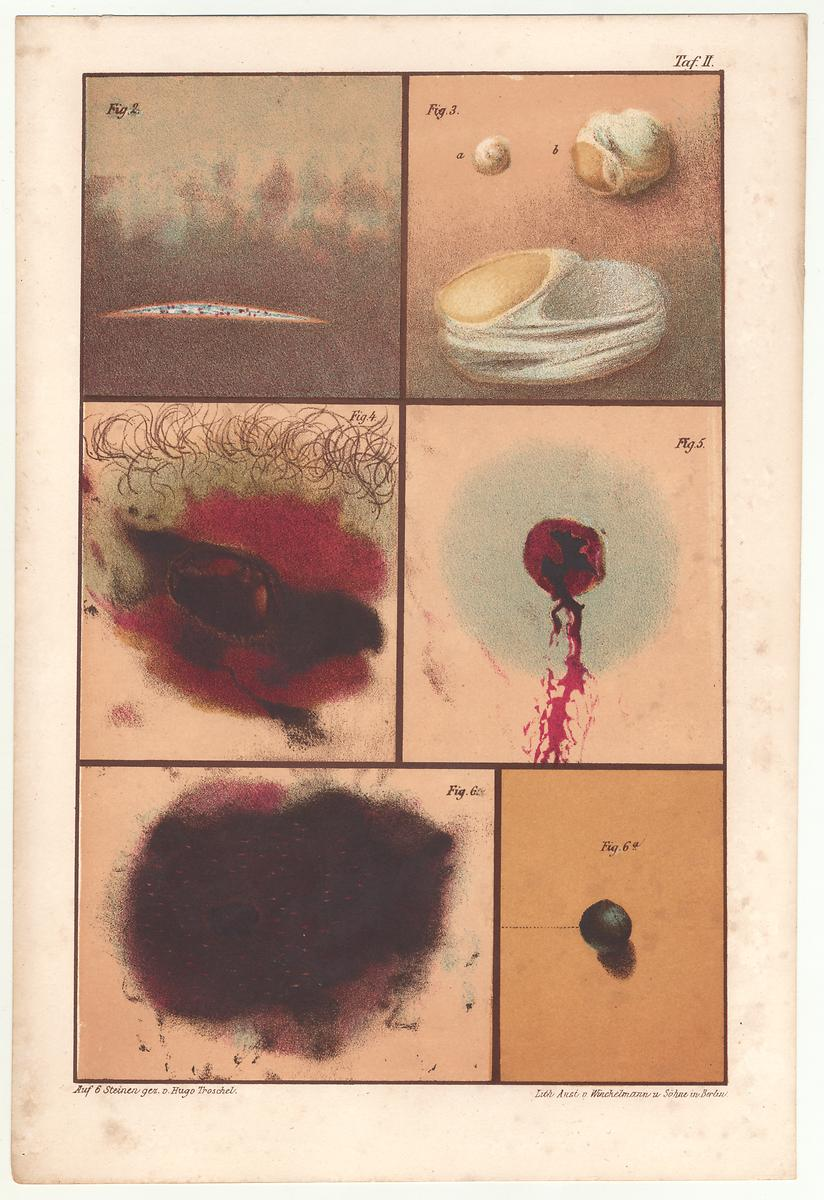
Die von Ludwig Casper eingeführten bildlichen Darstellungen von Schusswunden.

Die Einrichtung dieses Lehrstuhles ging auf Stadtphysicus Karl Wilhelm Ulrich Wagner (1793–1846) zurück, der die Staatsarzneikunde als akademisches Fach etablierte und auch der erste Ordinarius wurde. Seine Nachfolger Johann Ludwig Casper, Carl Liman und Carl Skreczka (1833–1902) führten das Institut in seinem Sinne fort.
Besonders geprägt wurde das Fach durch Fritz Straßmann, den ersten Präsidenten der Deutschen Gesellschaft für gerichtliche Medizin. Auf Straßmann folgte, nach kommissarischer Leitung durch Paul Fraenckel, Victor Müller-Heß, der das Institut für gerichtliche Medizin – wie es nun hieß – ab 1930 leitete.
Die Teilung der Stadt 1948 wirkte sich auch auf die universitäre Rechtsmedizin aus. 1949 verließ Müller-Heß das Institut in der Hannoverschen Straße und wurde Lehrstuhlinhaber für gerichtliche und soziale Medizin an der neu gegründeten Freien Universität Berlin. Dem Institut wurden Räumlichkeiten in einer Dahlemer Villa in der Hittorfstraße 18 zur Verfügung gestellt. Auf Müller-Heß folgte Walter Krauland (1912–1988), der den Lehrstuhl bis 1983 innehatte.
In Ost-Berlin wurde das Institut nach dem Weggang von Müller-Heß und bis zur Neubesetzung des Lehrstuhls im Jahr 1957 kommissarisch geleitet: zunächst sehr kurz von Curt Goroncy (1896–1952), dann bis 1950 von Hans Heinrich Thiele (1888–1969), bis 1953 von Hans Anders (1886–1953), bis 1956 von Paul Oesterle (1900–1971) und zuletzt von Gerhard Hansen (1910–1978). Nach dieser längeren Phase ohne besetzten Lehrstuhl übernahm schließlich 1957 der Österreicher Otto Prokop den Lehrstuhl für Gerichtliche Medizin und das Direktorat des Institutes in der Hannoverschen Straße. Prokop führte das Institut in den nächsten drei Jahrzehnten zu großer nationaler und internationaler Anerkennung.

### Leichenschauhaus und Bauten für die Gerichtsmedizin
1811 wurde für die Charité das erste Berliner Leichenschauhaus errichtet. Carl Liman gelang es, einen Neubau für die gerichtliche Medizin in Berlin zu erreichen. Dazu wurde ein Teil des früheren Charité-Friedhofs in Bauland umgewandelt. Das dreistöckige Gebäude Hannoversche Straße 6 (heute Berlin-Mitte) wurde ab 1884 gebaut und war im Frühjahr 1886 bezugsfertig. Es handelt sich um einen Bau mit gelben Verblendziegeln mit einem eingeschossigen Mitteltrakt über einem hohen Sockel. Große Rundbogenfenster, Konsolgesimse an den Seitenflügeln und übergiebelte Portale bilden einen unverwechselbaren Anblick.
Neben dem Institut für Staatsarzneikunde wurden in diesem Gebäude auch das Berliner polizeiliche Leichenschauhaus und das Leichenkommissariat untergebracht.

## Fusionen im 20. Jahrhundert
1935 ging in ganz Deutschland der städtische gerichtsärztliche Dienst aus der Verantwortung des jeweiligen Polizeipräsidenten auf die Gesundheitsämter über. In Berlin wurde am 1. April 1937 das Gerichtsärztliche Institut des Stadtgesundheitsamtes (das heutige Landesinstitut für gerichtliche und soziale Medizin Berlin) auf dem Gelände des Robert-Koch-Krankenhauses in Moabit an der Turmstraße gegründet. Sektionen wurden sowohl im Leichenschauhaus an der Hannoverschen Straße als auch im pathologischen Institut in Moabit durchgeführt. Erster Leiter des städtischen Instituts war Waldemar Weimann (1893–1965). Ihm folgten Gerhard Rommeney (1907–1974) und Heinz Spengler (1917–2004). Nach der Teilung Berlins 1948 nutzten die West-Berliner Behörden zunächst das Pathologische Institut des Städtischen Krankenhauses in Moabit als Leichenschauhaus, bis 1965 in der Invalidenstraße 59 ein neues Leichenschauhaus errichtet wurde. Dort führten bis 2006 die Ärzte des Landesinstitutes ihre Obduktionen durch.
1982 übernahm Volkmar Schneider die Leitung des Landesinstitutes für Gerichtliche und Soziale Medizin. Um die jahrzehntelangen Kompetenzstreitigkeiten zwischen dem Landesinstitut und dem Lehrstuhl zu beenden, wurde er im Jahr darauf auch auf den Lehrstuhl für Gerichtliche Medizin an der Freien Universität berufen. Beide Institutionen wurden seither in Personalunion geleitet.

## Wiedervereinigung und Zusammenlegungen
1987 übernahm Gunther Geserick von seinem akademischen Lehrer Prokop den Ost-Berliner Lehrstuhl, den Geserick bis 2003 innehatte. Auch nach der Wiedervereinigung der beiden deutschen Staaten 1990 bestanden weiterhin zwei Universitätsinstitute für Rechtsmedizin in Berlin.
Nach Gesericks Emeritierung wurde die Gerichtsmedizin in Berlin im Zusammenhang mit der Neuordnung der Universitätsmedizin (Zusammenlegung der entsprechenden FU- und HU-Institute unter dem Namen Charité – Universitätsmedizin Berlin) 2003 fusioniert. Der FU-Ordinarius Schneider übernahm nun die Leitung der zusammengelegten Universitätsinstitute für Rechtsmedizin mit den beiden Standorten Campus Mitte und Campus Benjamin Franklin und behielt auch die Leitung des Landesinstituts bei.
2004 fiel die Entscheidung, die verschiedenen Standorte der universitären Rechtsmedizin am Campus Benjamin Franklin zusammenzuführen. Im Oktober 2004 wurde die Abteilung für Forensische Pathologie von der Hannoverschen Straße nach Berlin-Dahlem verlegt. 2005 folgte die Abteilung für Forensische Toxikologie, während die Abteilung für Forensische Genetik in Ermangelung geeigneter Laborräume am Standort Mitte verblieb.
Die Baumaßnahmen für den Berliner Hauptbahnhof führten zur Aufgabe des Leichenschauhauses an der Invalidenstraße/Hannoverschen Straße. Der denkmalgeschützte Gebäudetrakt fiel an die Humboldt-Universität zurück und wurde in Büro- und Unterrichtsräume für das Exzellenzcluster Topoi umgebaut.
2006 wurden neue Räumlichkeiten auf dem Gelände des ehemaligen Krankenhauses Moabit in der Turmstraße 21 bezogen. Zum 1. Januar 2007 wurde Michael Tsokos auf den Lehrstuhl für Rechtsmedizin an der Charité berufen. Zugleich übernahm er – wie seit Schneider üblich – die Leitung des Landesinstitutes für gerichtliche und soziale Medizin. Zum Jahresende 2023 verließ Tsokos die Charité. Die Kernbereiche des Charité-Institutes befinden sich nunmehr in Moabit. Die Gebäude in Dahlem bezog das Dekanat der FU. Bis 2011 waren die weiteren Maßnahmen zur Errichtung eigener Sektions-, Labor- und Unterrichtsräume an der Turmstraße abgeschlossen. Bis dahin nutzten die Rechtsmediziner der Charité die Sektionsräume des Landesinstitutes.